# Marv
Marv es un personaje ficticio en la serie de novelas gráficas Sin City, creado por Frank Miller. En las películas Sin City y Sin City: A Dame to Kill For, su papel es interpretado por Mickey Rourke. Su primera aparición fue en The Hard Goodbye. 

## Otras apariciones en el cómic
- A Dame to Kill For
- Just Another Saturday Night
- Silent Night

- Datos: Q1163861